# St. Nikolai (Obhausen)

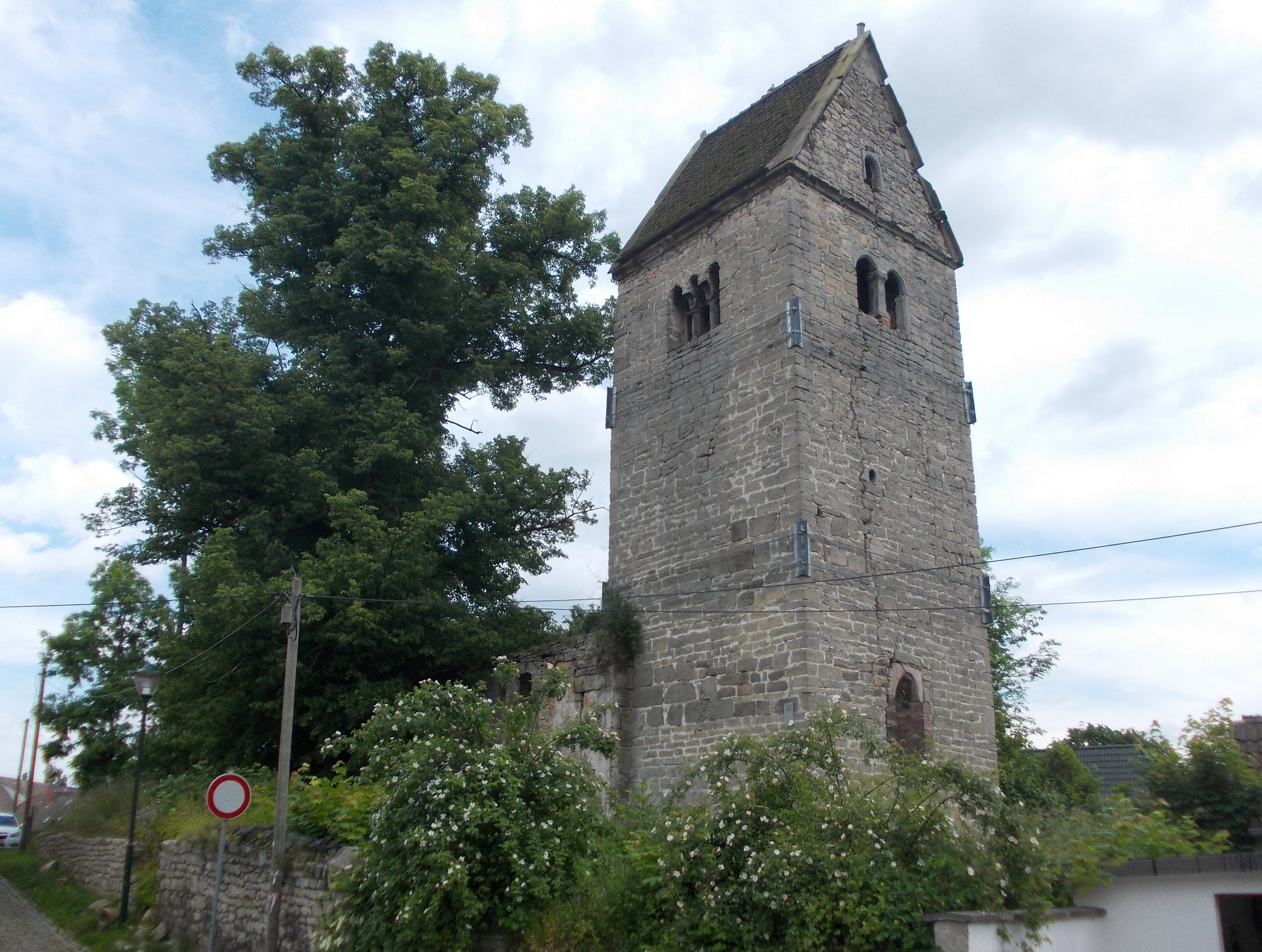
Kirchenruine St. Nikolai in Obhausen

St. Nikolai ist eine denkmalgeschützte ehemalige Kirche in der Gemeinde Obhausen in Sachsen-Anhalt. Im örtlichen Denkmalverzeichnis ist sie unter der Erfassungsnummer 094 05792 als Baudenkmal verzeichnet.
Zu früheren Zeiten war der Ort Obhausen dreigeteilt. Um die drei Obhausen auseinanderhalten zu können, fügte man dem jeweiligen Obhausen das Patrozinium als Namensbestandteil bei. Damit stand die Kirche St. Nikolai in Obhausen Nikolai.

## Geschichte und Beschreibung
Patron des Sakralgebäudes, welches sich im Waidawinkel in Obhausen befindet, ist Nikolaus von Myra. Es handelt sich hierbei um eine der drei Kirchen des Ortes Obhausen. Im 12. Jahrhundert wurde das Bauwerk als romanische Chorturmkirche errichtet. Die Kirche wurde 1400 als Pfarrkirche bezeichnet und wurde erst später St. Johannis untergeordnet. An der Schallöffnung ist noch der romanische Baustil erkennbar. Die Fenster des Kirchenschiffes sind gotisch und barock geformt. Im 16. und 18. Jahrhundert wurde die Kirche mehrfach umgestaltet, auch das Kirchenschiff wurde erweitert und verändert. 1969 wurde die Kirche aufgegeben und verfiel zusehends. Heute sind nur die Außenmauern ohne Kirchendach erhalten. Der Kirchturm steht, ist aber durch Stahlklammern und einen tiefen Riss ebenfalls vom Verfall gekennzeichnet.
Das Bauwerk zeigt sich als rechteckiger Saalbau mit teilweise verputzten Außenmauern, die durch romanische und barocke Fenster durchbrochen sind. Der Kirchturm besitzt ein Satteldach und dreiteilige, rundbogige Schallöffnungen.
Die Kirche besitzt heute keinerlei Inventar mehr und ist vollkommen verfallen. Sie wird nicht mehr genutzt.

## Glocken
Die einzige nach 1917 verbliebene Glocke wurde 1746 durch Martin Heintze aus Leipzig geschaffen. Die im Nominal a' erklingende Glocke wurde nach der Aufgabe der Kirche 1969 nach St. Wenzel in Barnstädt verbracht und dort aufgehängt. In dieser Kirche befindet sie sich noch heute.